# Agrotis nigra
Agrotis nigra är en fjärilsart som beskrevs av Tutt 1892. Agrotis nigra ingår i släktet Agrotis och familjen nattflyn. Inga underarter finns listade i Catalogue of Life.